# Пронское княжество
Пронское княжество — удельное русское княжество XII—XVI веков, первоначально входящее в состав Муромского, а затем Великого Рязанского княжества.

## История
Первым пронским князем был сын Ярослава Святославича Муромского Ростислав (1129—1143). После смерти на рязанском княжении Владимира Святославича (1161) и закреплении его потомков в Муромском княжестве Пронск стал принадлежать рязанскому князю Глебу Ростиславичу, а после его смерти его старшему сыну Роману пришлось выделить Пронск младшим братьям под давлением Всеволода Большое Гнездо (1180). Сын одного из младших Глебовичей Глеб Владимирович в 1217 году расправился с двоюродными братьями на съезде в Исадах, и с 1219 года в Рязани и Пронске утвердились сыновья одного из старших Глебовичей Игоря. Монгольское нашествие на Русь в 1237 году началось с разорения Пронского княжества. В борьбе с монголами погибли многие рязанские князья, и Пронск снова стал центром княжества при Ярославе Романовиче (с 1270).
Александр Михайлович, основатель отдельной пронской династии, был убит рязанским князем Иваном Коротополом во время самостоятельной переправки дани ордынскому хану (1339), что было прерогативой великих князей. С правления его внука Владимира начинается эпоха, когда пронские князья титуловались как великие. Владимир и его сын Иван временно занимали рязанский престол. Войска Пронского княжества участвовали в победах над ордынцами в сражении у Шишевского леса (1365) и битве на Воже (1378), в которой пронский князь командовал одним из трёх русских полков.
В 1407—1408 годах Иван Владимирович Пронский вёл междоусобную борьбу с Фёдором Ольговичем за рязанский престол. Победив московскую великокняжескую рать, поддержавшую его соперника в битве на Смядве, Иван Владимирович в конечном итоге примирился с Фёдором Ольговичем и уступил ему рязанское княжение.
В 1428 году, в период регентства Софьи Витовтовны в Москве, Иван Владимирович Пронский признал верховную власть великого князя Литовского Витовта. В период 1453—1483 пронское княжество было присоединено к рязанскому, впоследствии пронские князья упоминаются на литовской службе, в начале XVI века — на московской.

## Список пронских князей

### XII—сер.XIII веков
- Ростислав Ярославич (1129—1143)
- Давыд Святославич (1143—1146)
- Владимир Глебович (1180—до 1186)
- Всеволод Глебович (до 1186—1186)
- Всеволод Глебович (повторно) (1188—1207)
- Михаил Всеволодович (1207—1217; с перерывами)
- Олег Владимирович (1207—до 1217)

### Конец XIII—начало XIV веков
См. также Рязанские и пронские князья конца XIII—начала XIV веков
После монгольского нашествия и до возникновения пронской династии к середине XIV века генеалогия и даты правления рязанских и пронских князей прослеживаются с огромным отрудом и порождают различные версии у историков.
- Ярослав Романович/Константинович (1270—1294)
- Константин Романович (1294—1299)
- Иван Ярославич (1299—1308)

### Пронская династия
- Михаил Ярославич (— ранее 1340)
- Александр Михайлович (?—1340)
- Ярослав-Дмитрий Александрович (1340—1342)
- Василий Александрович (1342—1344)[2]
- Иван Александрович (1344—1351)[2]
- Владимир Дмитриевич (1343—1371)
- Данила Пронский (1372—после 1378)
- Иван Владимирович (после 1378—1430)
- Фёдор Иванович (?-?)
- Юрий Фёдорович (?-?)
- Дмитрий Андреевич (?-?)